# Корсун, Александр Алексеевич
Александр Алексеевич Корсун (укр. Олександр Олексійович Корсун; 1818—1891) —   украинский писатель

, издатель, поэт и переводчик.
Родился в семье помещика 8 июня 1818 года, в селе Богданов - Антиповка, Ростовского уезда, Екатеринославской губернии, Российская империя.
С восьми лет жил в Таганроге, окончил с отличием таганрогскую гимназию, некоторое время служил на таможне. В 1837 уехал в Харьков, где окончил университет со званием «Действительный студент ». Его диссертация на тему «Исторический ход отправления личной воинской повинности в России с 1862 по 1832» заслужила похвальный отзыв.
Служил в Харьковской криминальной палате. С 1847 года недолго был на службе при Дербентском военном губернаторе, потом возвращается в Таганрог.

Окончил юридический факультет Харьковского университета. Ещё в студенческие годы заинтересовался украинским фольклором, в 1839 г. выпустил сборник «Украинские поверья», в который вошли семь украинских народных сказок в переводе на русский язык.
Сдружившись с Николаем Костомаровым, при его поддержке издал в 1841 г. альманах «Сніп» на украинском языке, где поместил драму Костомарова «Переяславская ночь» (укр. Переяславська ніч, напечатана под псевдонимом укр. Ієремія Галка) и его же переводы из Байрона, сатирическую поэму Порфирия Кореницкого «Вечерницы», стихи и басни Степана и Петра Писаревских, переводы Марты Писаревской из Петрарки, лирические стихотворения Михаила Петренка, а также несколько собственных стихотворений. О результатах Корсун писал в частном письме:

Напечатал 600 экземпляров, думал, вот хорошо, будут покупать и читать родное слово. А я соберу другой выпуск, потом третий… Да ещё с картинками, да с… Куда там, дурень! Напечатал 600, продал 50, раздарил 200, а 300 не знаю, куда и деть…

В дальнейшем Корсун переписывался с Тарасом Шевченко, распространял в Харькове подписку на его поэму «Гайдамаки». В журнале «Русский архив» (1890, № 10) напечатал ценные воспоминания о Костомарове.